# Kasteel van Blain
Het Kasteel van Blain (Frans: Château de Blain of Château de la Groulaie) is een kasteel in de Franse gemeente Blain (Loire-Atlantique).
Delen van het kasteel zijn beschermd als monument historique. Het kasteel lokt jaarlijks ongeveer 18.000 bezoekers.

## Geschiedenis
Het kasteel werd vanaf 1104 gebouwd in opdracht van hertog Alan IV van Bretagne. Het kwam in het bezit van de familie de Clisson. In 1260 werd het ontmanteld op bevel van hertog Jan I van Bretagne maar vanaf 1262 liet Olivier II van Clisson het kasteel heropbouwen en uitbreiden. In 1380 volgde een nieuwe uitbreiding. Zo werd het een van de sterkste burchten van het hertogdom Bretagne. In 1409 kwam het kasteel door een huwelijk in handen van de familie de Rohan, die het in hun bezit zouden houden tot de Franse Revolutie. In de 16e eeuw liet Jean II de Rohan het kasteel verbouwen in renaissancestijl en liet de versterkingen aanpassen om te weerstaan aan de verbeterde artillerie van die tijd. Aan het einde van de 16e eeuw werd het kasteel belegerd en in de 17e eeuw werd het deels ontmanteld op bevel van kardinaal de Richelieu. Na de revolutie werd het kasteel onteigend en deed het onder andere dienst als gevangenis en opslagplaats. In de loop van de 19e eeuw kende het kasteel verschillende eigenaars en viel het in verval. Marie Bonaparte, die het kasteel in 1914 had gekocht, liet het restaureren in neogotische stijl. Tussen 1950 en 1983 was er een school gevestigd in het kasteel en in 1977 werd het deels eigendom van de gemeente. In 1989 werd het kasteel deels opengesteld voor het publiek terwijl een ander deel werd ingericht als hotel.